# Fat Albert Rotunda
Fat Albert Rotunda — восьмий альбом джазового піаніста Гербі Генкока, випущений в 1969 році лейблом Warner Bros. Музика спочатку була зроблена для телевізійного спектаклю «Hey, Hey, Hey, It's Fat Albert», який згодом став початком телешоу Fat Albert and the Cosby Kids.
У цьому альбомі Генкок бере за основу своїх композицій інструментальну соул- музику, а не джаз. Багато пісень також натякають на його майбутній стиль джаз-фанк, до якого він повністю підійшов через кілька років.

## Трек-лист
Усі пісні, написані Гербі Генкоком.
| #  | Назва                     | Тривалість |
| -- | ------------------------- | ---------- |
| 1. | «Wiggle-Waggle»           | 5:51       |
| 2. | «Fat Mama»                | 3:49       |
| 3. | «Tell Me a Bedtime Story» | 5:01       |
| 4. | «Oh! Oh! Here He Comes»   | 4:08       |
| 5. | «Jessica»                 | 4:13       |
| 6. | «Fat Albert Rotunda»      | 6:29       |
| 7. | «Lil' Brother»            | 4:26       |

## Виконавці
- Гербі Хенкок — фортепіано, електричне піаніно
- Джо Хендерсон — тенор-саксофон, альтова флейта
- Гарнетт Браун — тромбон
- Джонні Коулз — труба, флюгельгорн
- Бастер Вільямс — контрабас та бас-гітара
- Альберт «Туті» Хіт — барабани
- Джордж Девенс — перкусія
- Джо Ньюман, Ерні Роял — труба (треки 1 і 7, не включені в оригінальний реліз LP)
- Джо Фаррелл — тенор-саксофон, альт-саксофон (треки 1 і 7, не включені в оригінальний реліз LP)
- Артур Кларк — баритон-саксофон (треки 1 і 7, не включені в оригінальний реліз LP)
- Бенні Пауелл — тромбон (треки 1 і 7, не включені в оригінальний реліз LP)
- Ерік Гейл, Біллі Батлер — гітара (треки 1 і 7, не включені в оригінальний реліз LP)
- Джеррі Джеммотт — електричний бас (треки 1 і 7, не вказаний в оригінальному релізі LP)
- Бернард Перді — барабани (треки 1 і 7, не включені в оригінальний реліз LP)